# L'Engle (krater)
L'Engle är en nedslagskrater på planeten Merkurius, med en diameter på ungefär 62 kilometer.
2013 uppkallade den efter författaren Madeleine L'Engle.